# Чарлз Луис
Чарлз Луис е разследващ журналист от Вашингтон. Той основава Центъра за обществена почтеност и няколко други организации с нестопанска цел и понастоящем е изпълнителен редактор на Работилницата за разследване в Училището за комуникация на Американския университет в Колумбия. Преди това е бил разследващ продуцент за ABC News и новинарската програма на CBS 60 минути. Той напуска 60 минути през 1989 г. и основава Центъра за обществена почтеност (CPI), неправителствена информационна организация. През 1997 г. ръководи създаването на Международния консорциум на разследващи журналисти, който се фокусира върху трансграничната престъпност и корупцията. CPI е награден с Пулицър през 2014 г. за разследвне, като ICIJ спечелва през 2017 г. в категорията на обяснителните отчети за скандала Панамски документи.
Като автор на бестселъри, Луис е наричан „пазач в коридорите на властта“ от National Journal и „кръстник на разследващата журналистика с нестопанска цел“.
The Wall Street Journal казва, че „с основаването на Центъра за обществена почтеност през 80 -те години ... вероятно е направил повече от всеки друг за стартирането на институционална журналистика с нестопанска цел в Америка“. 
Бил е професор в Принстънския университет през 2005 г., стипендиант на Шоренщайн в Харвардския университет през пролетта на 2006 г. и в момента е редовен професор по журналистика в Американския университет във Вашингтон, окръг Колумбия. Автор е на книгата от 2014 г. „935 лъжи“: Бъдещето на истината и упадъкът на моралната почтеност на Америка. През 2018 г. е награден с IF Stone Stone Medal за журналистическа независимост от Харвардската фондация Nieman.

## Ранен живот и образование
Чарлз Рийд Есрей Люис III израства в семейство от средната класа в Нюарк, Делауеър, където посещава държавни училища и завършва гимназията в Нюарк през 1971 г. Избран е за президент на асоциацията на студентското правителство на училището, пише за студентския вестник „ Yellowjacket Buzz“. 
Люис завършва политически науки в Университета на Делауеър. Нощем е работил в спортния отдел на вестниците „Уилмингтън Нюз Джърнъл“, пише истории и седмична колонка. През пролетта на 1974 г. служи като платен стажант във Вашингтонския офис на сенатор Уилям Рот (R-DE). Завършва с отличие през 1975 г. През юни 1977 г. получава магистърска степен от Училището за напреднали международни изследвания на Университета Джон Хопкинс, Вашингтон, окръг Колумбия.
Люис е женен за Памела Гилбърт, адвокат по защита на потребителите и бивш изпълнителен директор на Комисията за безопасност на потребителските продукти на САЩ. Те живеят в района на Вашингтон, окръг Колумбия. Баща е на две деца - Касандра Люис Слаттери, награден драматург и автор, и Габриел Гилбърт Люис, студент по кино.

## Кариера
През октомври 1977 г. вицепрезидентът на ABC News Сандър Ванокур наема Люис да бъде репортерски продуцент (репортер извън ефир) в новосъздаденото звено за специална отчетност, базирано във Вашингтон, окръг Колумбия. Той осигурява изследвания, отчитане и производствена помощ за всички национални програми на ABC News. Историите по които е работил, включват опити за президентски убийства, кандидати за Върховния съд, неправомерно поведение на ФБР и корупционни скандали във Вашингтон като ABSCAM. Също така работи по разследване на потъпкване на граждански права в Алабама през 60-те години на миналия век.
В началото на 1984 г. CBS News в Ню Йорк наема Люис като асоцииран продуцент за програмата си за новини 60 минути. Той е назначен да работи със старши кореспондент Майк Уолъс и е повишен в пълен продуцент. През следващите близо пет години сътрудникът на Луис продуцира два разследващи сегмента с Уолъс и продуцира осем разследващи сегмента, два от които получават номинации за Еми. Много от докладите генерират правни заплахи срещу програмата и CBS News.
По време на подготовката на последната история „Чуждестранен агент“ Уолъс, и изпълнителният продуцент на „60 минути“ Дон Хюит принуждават Луис да премахне от сценария си името на бившия министър на търговията Питър Г. Петерсън, близък личен приятел на Хюит. Люис дълбоко се възмущава от вътрешната цензура и напуска 60 минути  „в разгара на четиригодишен договор със семейство за издръжка, ипотека за плащане и практически без спестявания“.
През октомври 1989 г., от дома си в района на Вашингтон, Луис основава Центъра за обществена почтеност, чиято нова мисия е да се занимава с разследване, основано на интензивни, дългосрочни проекти, включващи екипи от изследователи и обширни документи. В рамките на няколко месеца Центърът е включен като нетърговска организация с нестопанска цел, като Люис е в борда на директорите заедно с журналистите Алехандро Бенес и Чарлз Пилер.
От 1989 г. до 2004 г. при управлението на Луис като изпълнителен директор Центърът за обществена почтеност публикува приблизително 275 разследващи доклада и 14 книги. Три от тях в съавторство с Люис и публикувани от HarperCollins са финалисти за награди за книга на годината от Investigative Reporters & Editors: 
- Купуването на президента (1996)
- Купуването на Конгреса (1998)
- Купуването на президента 2000

„Купуването на президента“ 2004 г. петата и последна книга на Люис в съавторство с Центъра става бестселър на Ню Йорк Таймс.
CPI под ръководството на Люис е отличен 35 пъти от национални журналистически организации и асоциации. През 2004 г. „Windfalls of War“ спечелва първата онлайн награда George Polk. През 2005 г. CPI спечелва наградата Едуард Р. Мъроу за най-добър уебсайт, категория малък пазар, в САЩ.
Люис е интервюиран в редица големи вестници и има изяви в NBC The Today Show, ABC  World News Tonight, Good Morning America, 20/20 Nightline, CBS "60 минути, Evening News и Morning News, CNN, C-SPAN и много други телевизионни и радио програми.

## Награди
Люис е награден със стипендия MacArthur през 1998 г. През 2004 г. PEN USA литературна организация му присъжда своята Първа награда за поправка, „за разширяване на обхвата на разследващата журналистика, за смелостта му да преследва история, независимо от това, на чии пръсти стъпва и за смело упражняване на свободата на словото и свободата на печата."
През 2018 г. Луис е награден с Каменния медал на IF за журналистическа независимост от фондацията за журналистика на Университета в Харвард „Ниман“ „в знак на признание за непрестанните му усилия за укрепване и подпомагане на работата на разследващи журналисти в САЩ и чужбина“.
През 2009 г. The Encyclopedia of Journalism цитира Люис като „един от 30-те най-забележителни разследващи репортери в САЩ след Първата световна война“. Същата година той получава почетна степен от своята alma mater, Университета в Делауеър. През 2013 г. Университетът на Мисури му присъжда почетен медал за отлична служба в журналистиката.